# Gnoriste harcyniae
Gnoriste harcyniae is een muggensoort uit de familie van de paddenstoelmuggen (Mycetophilidae). De wetenschappelijke naam van de soort is voor het eerst geldig gepubliceerd in 1887 door von Roder.